# عامر خان (بازیکن فوتبال)
عامر خان (عربی: عامر سيف الدين خان؛ زادهٔ ۴ ژوئن ۱۹۸۳) بازیکن فوتبال اهل لبنان بود.
از باشگاه‌هایی که در آن بازی کرده‌است می‌توان به باشگاه ورزشی صفا اشاره کرد.
وی همچنین در تیم ملی فوتبال لبنان بازی کرده‌است.